# Eng Hian
Eng Hian (17 maggio 1977) è un ex giocatore di badminton indonesiano.

## Palmarès
Olimpiadi
- 1 medaglia:
  - 1 bronzo (Atene 2004 nel doppio)